# 樱桃泉州立公园
樱桃泉州立公园（英語：Cherry Springs State Park）位于美国宾夕法尼亚州波特县，占地82英亩(33公顷)。 [a]该公园建在西布兰奇镇的宾夕法尼亚44号公路上，萨斯奎汉诺克州立森林内。樱桃泉因园内有大片黑樱桃树而得名，位于切割高原阿勒格尼高原，海拔2300英尺（701米）。樱桃泉公园因其拥有“美国东海岸最暗夜空”之称而受到天文学家和天文爱好者的欢迎，并被宾夕法尼亚自然资源保护部（DCNR）及当地园林局选为“宾夕法尼亚州立公园25个必看景点”之一。 
这里最早记载的居民是萨斯奎汉诺克人，之后以打猎为生的塞内卡民族来到这里。1818年，一条小路旁建起了一个酒馆，这是公园里第一个有人落脚的地方；这条小路到1834年变成了收费高速公路，酒馆在1874年改成了酒店，而在1897年毁于一场大火。到了19世纪末20世纪初，这里的原始森林被砍伐殆尽；1901年州立森林成立，为次生林地。1922年，“樱桃泉景观公路”建成，民间资源保护队在大萧条时期修建了一部分樱桃泉州立公园，其中一处野餐亭被列入了《国家史迹名录》(NRHP)。自1952年以来，每年8月，公园都会举办一年一度的“樵夫表演”。
在2000年，樱桃泉州立公园被自然资源保护部誉为宾夕法尼亚第一暗空公园。毗邻公园的樱桃泉机场建于1935年，机场于2006年关闭并被划入公园之内，以扩大人们观看星空的区域。2007年6月11 日，国际暗空协会将其称为第二大“国际黑夜公园”；在最佳观测条件下，银河系会投下清晰可见的轮廓。樱桃泉受到全国媒体报道，且每年举办两次星空夜宴，吸引来了众多天文学家。该园面向公众会定期开展观测星空和教育活动，每年夏天的樵夫表演都会吸引来成千上万的游客。樱桃泉还提供乡村露营、野餐设施、山地骑车、远足和雪地摩托项目。周围的州立森林里有着各种各样的动植物。

## 历史

### 美洲原住民
考古证明，至少从公元前10000年起，就有人生活在现在宾夕法尼亚州所在的这片土地。从使用石器这点推断，第一批定居者是古印第安游牧猎人。从公元前7000年到公元前1000年的古代时期，这里的狩猎采集者使用的石器更加复杂，种类也更多。公元前1000年到公元1500年的林地时期标志着人们向半永久性村庄和园艺文化逐渐过渡。关于此时期该地区的考古发现包括：多样的陶器类型和风格、墓葬、管道、弓箭与饰品。 
历史记录显示，已知最早居住在萨斯奎哈纳河西分支流域(包括樱桃泉州立公园)的人是萨斯奎汉诺克人，他们说易洛魁语。他们是母系社会，房子用栅栏围起来，又大又长。由于疾病和易洛魁五族战争，到1675年，易洛魁人灭绝、迁移或被其他部落同化。  这个部落的另一个名字是“萨斯奎汉纳”，这条河，以及几乎完全包围了公园的萨斯奎汉诺克州立森林皆因此得名。
在萨斯奎汉诺克人离开后，易洛魁人成为萨斯奎汉纳西支河谷名义上的控制者，他们住着长排的房子，主要位于现在的纽约州北部，易洛魁人有着强大的联盟，所以他们人数不多但有很大的威慑力。 塞内卡是易洛魁族联盟的成员，他们狩猎的区域就是现在的樱桃泉州立公园。距离他们村庄东北方向最近的地点是现在纽约的彩绘邮政村，有51英里(82公里)远，东南方向最近的是位于现在宾夕法尼亚州的洛克港，有43英里(69公里)。塞内卡人在松溪峡谷东部地区有临时的狩猎营地。  为了填补萨斯奎汉诺克人灭亡后留下的空地，易洛魁人鼓励东部流离失所的部落去西布兰奇分水岭定居，这其中包括莱内佩(或特拉华)和肖尼族。 
很少有旅客能在塞内卡地区通行，而且非本地居民的数量也减至最低。 法印战争(1754-1763)致使大量印第安人向西迁移至俄亥俄河流域，在美国独立战争(1775-1783)后，更多印第安人离开。 1784年10月，根据斯坦威克斯堡的第二项条约，美国和易洛魁人做了最后一个买卖，买下了现在的樱桃泉州立公园。在接下来的几年里，印第安人几乎全都离开了宾夕法尼亚。

### 先锋和木材
波特县于1804年3月26日由莱明县的一部分组成，但是由于复杂的地形和茂密的原始森林，直到1808年欧洲裔美国人才在这个新县定居下来。在1682年威廉·佩恩和他的贵格会殖民者到来之前，现在宾夕法尼亚90%的地方都被森林覆盖着: 超过31000平方英里(80000平方公里)的北美乔松、北美铁杉和硬木。森林最早遭到砍伐的是费城、巴克斯和切斯特三个县及其附近地区，因为这里的早期定居者想利用现成的木材和空旷的土地来开展农业生产。到美国独立战争时期，伐木在内陆和山区已是司空见惯的事情，甚至演变成宾夕法尼亚州的主要产业。树木可为家庭取暖提供燃料，为该州许多制革厂提供鞣酸，为建筑、家具和木桶制造提供原料。矿工采伐了大片的森林来烧铁炉。宾夕法尼亚的木材用来制成步枪枪托和木瓦，还有各种各样的家庭用具和第一辆康内斯托加马车。
樱桃泉州立公园周围的地区在其历史中的大部分时间里都是一片荒野。1806年至1807年，林间辟出一条马道，1812年又加宽以便马车通行。(现代穿过公园的宾夕法尼亚44号公路，便是沿着泽西海岸和库德斯波特之间的这条路走。)1818年，拥有波特县大部分土地的谷瑞斯土地公司试图开放该地区供人定居，并雇佣了早期的定居者乔纳森·艾德科姆，在公园为游客建了一个小酒馆或酒店。这家酒店位于库德斯波特以南16英里(26公里)的一个非常偏远的地方，游客很少，偶尔有漂泊的旅客或印第安人。  
艾德科姆和他的妻子获得了100英亩(40公顷)的土地，作为建造和经营酒店三年的交换条件。1821年合同到期后，他们卖掉了土地，离开了这里，但是艾德科姆清理过的酒店和土地被称为“艾德科姆空地”。泽西海岸和库德斯波特收费公路在1825年到1834年间沿着马车道修建，直到1860年这条公路都收费。公园位于西支镇，1856年由尤拉利亚镇合并而成。1873年，艾德科姆的空地开设了一家邮局;当地人请求美国邮政局将其更名为“樱桃镇”，因为附近有一片黑樱桃树。然而，由于宾夕法尼亚州北安普敦县利哈依镇已经有一个樱桃镇邮局，所以选择“樱桃泉”这个名字是一种折中方案。后来加上了一个“s”，因此更名为“樱桃泉”，公园里至少有两个温泉。
1874年，原来酒馆所在的马路另一边又新建了一家更大的酒店。这家酒店专为夏天来自库德斯波特的富人游客提供住宿。波特县的这一地区因猎物丰富，鱼类众多而闻名，吸引了住在樱桃泉酒店的猎人和垂钓者。这个被称为“运动者天堂”的时代并没有延续下去，因为泽西海岸及其周围的城镇经营木材产业利润更可观，毕竟这里汇聚着美国东海岸“最高最直的木材”。
19世纪80年代末，当伐木工人到达樱桃泉地区时，东部的白松和铁杉遍布周围山脉。伐木工人砍下这些树木，然后将它们顺着小溪送到萨斯奎哈纳河的西支流，再到萨斯奎哈纳河吊臂和威廉斯波特的锯木厂。砍伐树木导致淤泥堵塞了河流，除了干枯的树梢，什么也没有留下，而这成为了火灾隐患。最终，大片土地因火烧而变得贫瘠，中部的大部分地区也被称为“宾夕法尼亚沙漠”。樱桃泉酒店于1897年烧毁，之后被人遗弃。